# Razor
Razor é uma banda canadense de speed metal dos anos 1980, formada por Stacey McLaren (vocais), Dave Carlo (guitarra), Mike Campagnolo (baixo) e Mike Embro (bateria) em sua formação clássica.
O primeiro registro é o EP Armed and Dangerous, de 1984. Um dos pioneiros do metal veloz, com um som extremamente rápido. A banda se desfez em 1992 e voltou a gravar um CD, Decibels, em 1997.

## Integrantes
Atuais
- Dave Carlo 	 –  Guitarra (1983-1992, 1997-presente), bateria programada (1991-1992)
- Mike Campagnolo 	 –  Baixo (1983-1987, 2005-2008, 2011-presente)
- Rob Mills  – 	 Bateria (1988-1992, 1998-presente)
- Bob Reid  – 	 Vocal (1989-1992, 1997-presente)

Antigos
- M-Bro 	  – Bateria (1983-1987)
- Sheepdog  – 	 Vocal (1984-1989)
- Adam Carlo  – 	 Baixo (1987-1992, 2003-2005, 2008-2011)
- Jon Armstrong  – 	 Baixo (1991-1992, 1997-2002)
- Rich Oosterbosch  – 	 Bateria (1997)

## Discografia

### Álbuns de estúdio
- Executioner's Song (1985)
- Evil Invaders (1985)
- Malicious Intent (1986)
- Custom Killing (1987)
- Violent Restitution (1988)
- Shotgun Justice (1990)
- Open Hostility (1991)
- Decibels (1997)
- Cycle of Contempt (2022)

### Coletâneas
- Exhumed (1994)

### EP
- Armed and Dangerous (1984)